# فندق ميسان كورميك
فندق ميسان كورميك، هو فندق درجة ممتازة حاصل على تقييم خمس نجوم، يقع مقابل كورنيش العمارة على نهر دجلة في مدينة العمارة مركز محافظة ميسان، العراق. وضع الحجر الأساس للفندق في سنة 2012، وأفتتح الفندق بتاريخ 30 سبتمبر 2016. بلغت تكلفة إنشاءه حوالي 40 مليون دولار أمريكي، وشيد على أرض مساحتها 15 ألف متر مربع. قامت بتنفيذه شركة كورك التركية، وتديره شركة ريكسوس.

## التصميم والخدمات
صمم الفندق على وفق هندسة معمارية حديثة، إعتمد طابعاً تركياً في الإنشاء والتصميم، مع لمسات من الهندسة العراقية. حيث يتكون الفندق من 12 طابق، تم تشييده على أرض مساحتها الكلية 15 ألف متر مربع. يحتوي الفندق على 128 غرفة، منها 48 غرفة منفردة و48 غرفة مزدوجة و16 جناحاً اعتيادياً و16 جناحاً رئاسياً. يحتوي الفندق كذلك على قاعات رئاسية وقاعات للاجتماعات وللمناسبات والأعراس، إضافة إلى مطعمان وحمامات سباحة داخلية وخارجية وحمام تركي ومنتجع صحي ومركز لياقة بدنية وملعب للتنس ومساحات خضراء وغيرها.

## أعمال تخريبية
في 15 ديسمبر 2015 تعرض الفندق لإطلاق نار على واجهته من قبل مجهولون، وعدت الحكومة المحلية في المحافظة الحادث بإنه «محاولة لخلط الأوراق واستغلال الأزمة الحاصلة بين الحكومتين العراقية والتركية على خلفية إرسال الأخيرة قواتها إلى نينوى».

## الإفتتاح
أفتتح الفنادق يوم الجمعة بتاريخ 30 سبتمبر 2016، بحضور محافظ ميسان علي دواي، وعدد من الشخصيات السياسية في حكومة محافظة ميسان، وبدعوة عامة لجميع سكان المحافظة.